# Triumph des Siegers
Die Krönung des Tugendhelden, auch „Triumph des Siegers“, ist ein frühbarockes Gemälde des flämischen Barockmalers Peter Paul Rubens. Das mit Ölfarben auf Leinwand gemalte Bild ist Teil der ständigen Ausstellung in der Gemäldegalerie Alte Meister im Kasseler Schloss Wilhelmshöhe. Der Rubensexperte Hans Gerhard Evers nannte das Frühwerk Peter Raul Rubens „fast eine Staatslehre“.

## Bildbeschreibung
Im Bildmittelpunkt steht ein römischer Feldherr als Tugendheld, der die Aufruhr der Zwietracht niedergeschlagen hat. Die Zwietracht wird durch einen Getöteten mit Schlangenhaar am Boden dargestellt und durch einen gefesselten Barbaren rechts. Hinter dem Sieger steht der Genius der Eintracht mit einem Bündel zusammengebundener Armbrustpfeile, die den Frieden symbolisieren. Der Genius ist zugleich der Hüter und Wahrer der Religion. Zudem ist dies kunsthistorisch nachzuvollziehen durch den Altar und das ewige Feuer in unmittelbarer Nähe des Genius.
Der Tugendheld wird von der links dargestellten Siegesgöttin Nike mit dem Siegeslorbeer bekränzt.
Hinter dem Altar befindet sich als einziger Hinweis auf das Herrscherhaus Habsburg eine rot-weiß-rote Fahne. Die Schützengilde drückt hiermit dezent ihre Loyalität mit dem Hause Habsburg aus.

## Geschichte
Das in seiner leuchtenden Farbigkeit und alle Stilmerkmale einer frühbarocken Bilddarstellung aufzeigende Gemälde entstand 1613/14. Das Gemälde ist eine Auftragsarbeit der Antwerpener St. Georgs-Schützengilde für ihren Festsaal. Allegorisch huldigte man mit dem Bild dem Hause Habsburg.
Landgraf Wilhelm VIII. (Hessen-Kassel) erwarb zwischen 1730 und 1760 das unsignierte Gemälde für seine Gemäldesammlung niederländischer Schule für die Gemäldegalerie im Schloss Bellevue in der Oberneustadt in Kassel. Durch den Tilsiter Frieden 1807 wurde Kassel Hauptstadt des Königreichs Westphalen, repräsentiert durch den König Jérôme Bonaparte. 1807 wurde das Gemälde unter napoleonischer Besetzung verschleppt und war im Besitz des französischen Kaisers Napoléon Bonaparte. Das Gemälde wurde im Kaiserkrönungssaal in Paris ausgestellt. 1813 zwang der russische General Czerniczew Jérôme Bonaparte zur Flucht. Es begannen Verhandlungen über die Rückkehr der geraubten Gemälde, bei denen der Legationssekretär Jacob Grimm maßgeblich an der Rückkehr des Rubens-Gemäldes beteiligt war. Im Dezember 1815 kehrte das Gemälde nach Kassel zurück. Von 1878 bis 1943 befand sich der Tugendheld in der Neuen Galerie an der „Schönen Aussicht“ in Kassel. Während des Zweiten Weltkriegs wurde das Gemälde des Schlosses Wilhelmshöhe ausgelagert. Schloss Wilhelmshöhe wurde im Zweiten Weltkrieg stark beschädigt. Ab 1956 wurde das Bild im Notquartier des Landesmuseums gezeigt und seit April 1974 im wieder eingerichteten Corps de Logis des Schlosses Wilhelmshöhe.